# Emili Rosales i Castellà
Emili Rosales i Castellà (Sant Carles de la Ràpita, 12 febbraio 1968) è uno scrittore e editore spagnolo, in lingua catalana.

## Biografia
Iniziò nel campo della poesia, ma presto è diventato un romanziere. Dopo aver pubblicato tre libri in quattro anni, ha dedicato cinque anni per pubblicare il quinto. Lo sforzo è stato premiato e La ciutat invisible ha vinto il premio di Sant Jordi e ha ricevuto ottime recensioni. Il romanzo è stato tradotto in spagnolo.
Rosales ha anche lavorato come traduttore e come professore di letteratura. Di tanto in tanto pubblica recensioni di libri sulla stampa. È il direttore editoriale di Grup 62 (una casa editrice) e Destino.

## Opere

### Poesia
- 1989 — Ciutats i mar
- 1991 — Els dies i tu

### Romanzi
- 1995 — La casa de la platja
- 1997 — Els amos del món
- 1999 — Mentre Barcelona dorm
- 2005 — La ciutat invisible

## Premi
- 2004 — Premi Sant Jordi de novel·la per La ciutat invisible